# Qaarsut
Qaarsut (antiguamente Qaersut) es un asentamiento en la municipalidad de Qaasuitsup, en el oeste de Groenlandia (Dinamarca). Está situado en la orilla noreste de la península de Nuussuaq. Su ubicación aproximada es 70°44′N 52°39′O / 70.733, -52.650, y su población en 2007 ascendía a 200. La primera mina de carbón de Groenlandia estuvo operativa entre 1778 y 1924 en esta población.

## Transporte

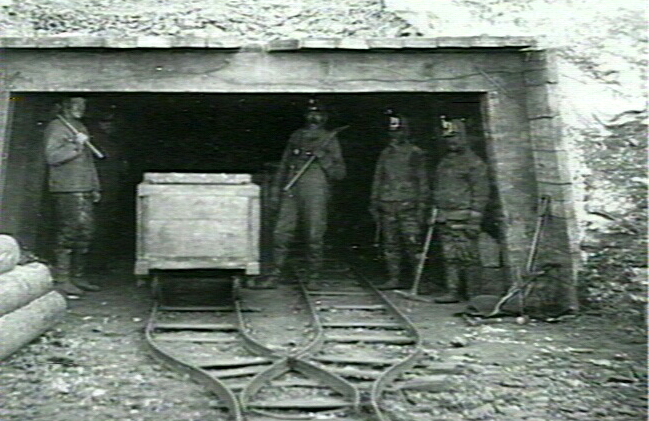
La mina de carbón de Qaarsut hacia 1907.

El Aeropuerto de Qaarsut, cuyo código IATA es JQA, también presta sus servicios a Uummannaq. Se inauguró el 29 de septiembre de 1999. A pesar de que Uummannaq es mucho más grande, tan sólo cuenta con un helipuerto, debido a la falta de terreno libre en la Isla de Uummannaq. Un helicóptero de Air Greenland funciona como puente aéreo entre Uummannaq y el Aeropuerto de Qaarsut; recorriendo una distancia de 21 km.